# Network 10
Network 10 is een van de drie grootste televisiebedrijven in Australië. Het begon uit te zenden in 1965. Toen was het nog onder de naam Independent Television Network.
Het uitzendsysteem in Australië lijkt op de situatie in Amerika: elke stad heeft een eigen tv-zender. Deze zenders -allemaal kleine bedrijven- worden aangestuurd door grote moederbedrijven die tv-netwerken heten. Network Ten is erbij gekomen op het moment dat de regering de markt openzette voor commerciële zenders. Netwerk Ten was het eerste onafhankelijke televisienetwerk.  

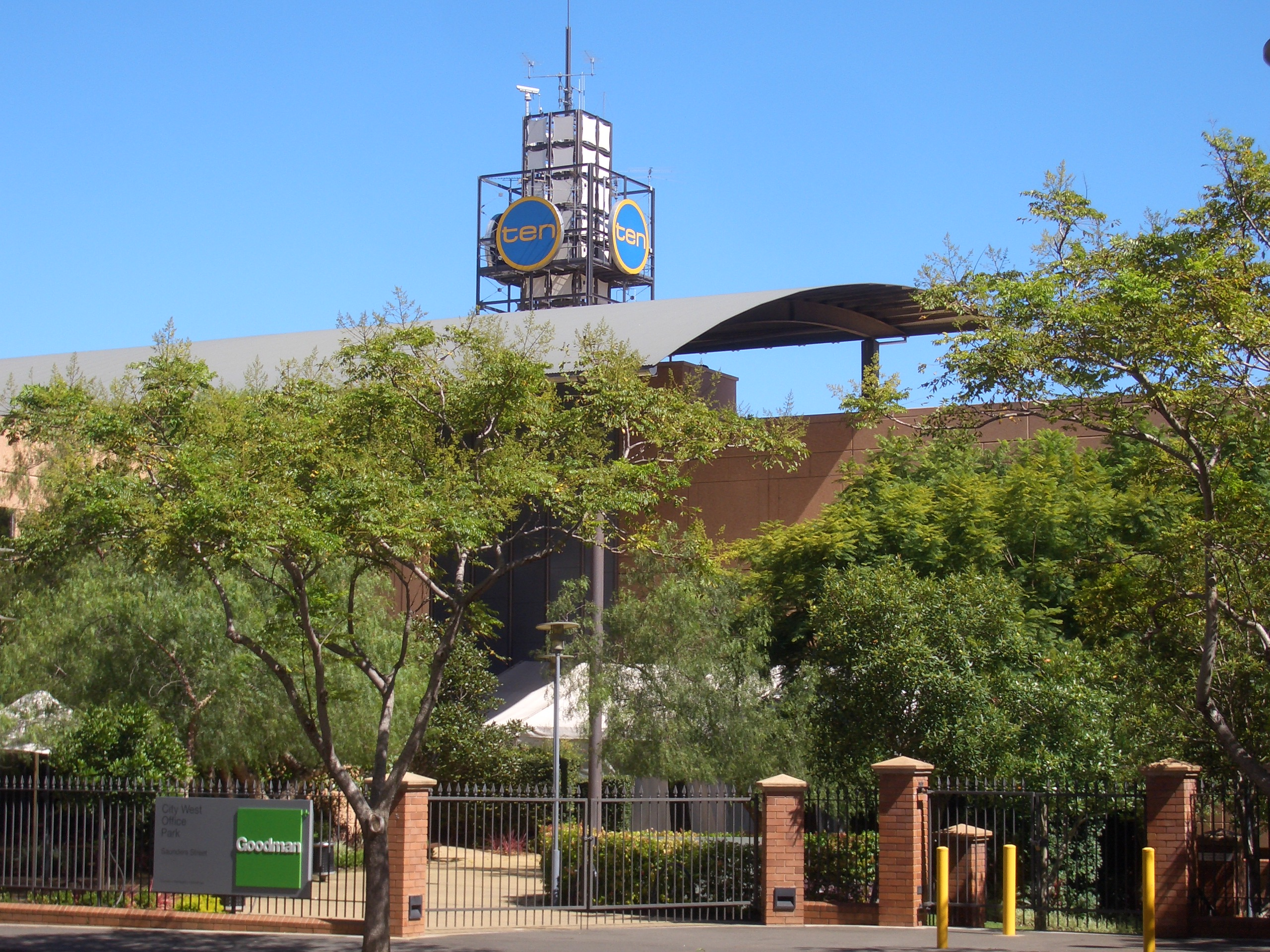
Hoofdkwartier van Network Ten

## Programma's
Programma's die Network 10 koopt van andere landen:
- The Simpsons
- The O.C.
- Jericho
- The Biggest Loser
- House
- The Bold and the Beautiful
- Everybody Hates Chris
- Futurama
- Law & Order
- Law & Order: Special Victims Unit
- Law & Order: Criminal Intent
- NCIS
- Medium
- NUMB3RS
- Smallville
- Supernatural
- Veronica Mars
- World Poker Tour

Programma's gemaakt in Australië voor Network 10 zijn:
- Australian Idol
- Before The Game
- Big Brother Australia
- The Biggest Loser
- Neighbours
- Rove Live
- David Tench Tonight
- Jamie's Kitchen Australia
- Joker Poker
- Real Stories
- The Ronnie Johns Half Hour
- Thank God You're Here
- The Wedge
- 9am with David and Kim
- Tripping Over
- SheZow